# Constantin Gâlcă
Constantin Gâlcă (Bucareste, 8 de Março de 1972) é um ex-futebolista e atualmente treinador romeno, que atuou como um volante. 

## Carreira
Pela Seleção Romena de Futebol até o final de 2005, ele participou de 68 partidas por seu país, marcando quatro vezes. Ele representou seu país na Copa do Mundo FIFA de 1994 e em 1998, e no Campeonato Europeu de Futebol de 1996 e em 2000.

## Títulos

### Como jogador
Steaua
- Campeonato Romeno: 1992–93, 1993–94, 1994–95, 1995–96
- Copa da Roménia: 1991–92, 1995–96
- Supercopa da Roménia: 1993, 1994

Espanyol
- Troféu Cidade de Barcelona: 1997, 1998
- Copa Cataluña: 1998–99
- Copa da Espanha: 1999–00

Villarreal
- Copa Intertoto da UEFA: 2003

### Como treinador
Steaua
- Copa da Liga da Romênia: 2014–15
- Campeonato Romeno: 2014–15
- Copa da Roménia: 2014–15

Vejle Boldklub
- Danish 1st Division: 2019–20